# Allocotocera parvula
Allocotocera parvula är en tvåvingeart som först beskrevs av Daniel William Coquillett 1901.  Allocotocera parvula ingår i släktet Allocotocera och familjen svampmyggor. Inga underarter finns listade i Catalogue of Life.